# Tampongalvanisieren
Bei der Tampongalvanik handelt es sich um ein Sonderverfahren der Galvanotechnik.

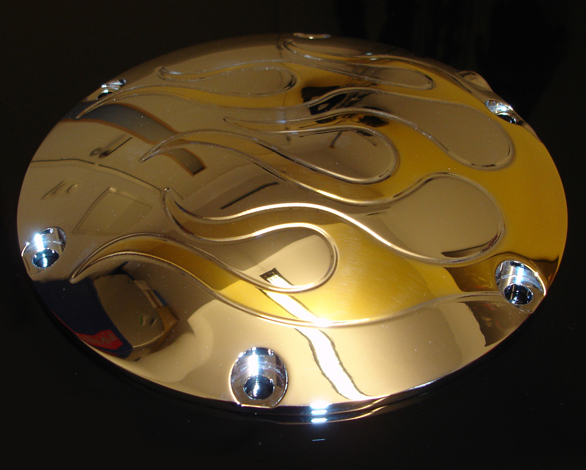
Partiell vergoldeter Getriebedeckel (Tampongalvanik) mit 24ct Feingold.

Hierbei wird das zu beschichtende Bauteil am Minuspol der Galvanikanlage befestigt. Die Anode ist ein Stab oder eine Platte aus nichtlöslichem Material, welche von einem Wattetampon umhüllt ist. Über eine Schlauchleitung wird diesem Werkzeug die Elektrolytlösung zugeführt.
Das Verfahren besitzt den Vorteil, dass es auf Grund der einfachen und kleinen Komponenten räumlich flexibel zur Reparatur von Werkstücken vor Ort eingesetzt werden kann. Zudem ist auch ein gezielt partielles Beschichten großer Werkstücke ohne Abkleben und entsprechend große Bäder möglich.
Ein Nachteil ist der hohe Arbeitszeitaufwand, außerdem sind die erreichbaren Schichtdicken geringer.